# 천연동
천연동(天然洞)은 서울특별시 서대문구의 행정동 및 법정동이다. 행정동으로서의 천연동은 법정동으로서의 천연동은 물론, 냉천동(冷泉洞), 옥천동(玉川洞), 영천동(靈泉洞), 현저동(峴底洞) 등 총 5개의 법정동을 관할하고 있다.

## 유래
조선 영조 17년(1714) 무악재를 오가는 관원을 맞이하고 전송하는 행사장으로 사용하던 천연정이라는 정자가 세워졌던 마을이라하여 불렸다. 1911년 이판동, 석교동이라 하였고 1914년 천연동으로 바뀌었다. 1975년 교암동 지역의 의주로 서쪽 대부분이 천연동에 편입되었다.

## 연혁
서대문구청 홈페이지에 따른 행정동으로서의 천연동 연혁은 아래의 표와 같다.
| 1998년 10월 | 현저동사무소 폐지, 천연동과 통합                                                                               |
| 1978년 10월 | 시조례 제1287호로 영천동 폐동 영천동을 천연동과 현저동에 분할편입, 영천동사무소 폐지                           |
| 1975년 10월 | 시조례 제1287호로 관할구역 변경 냉천동사무소를 폐지, 천연동과 통합                                             |
| 1975년 10월 | 시조례 제979호로 동명칭 및 구역획정 교남동, 교북동 일부를 냉천동에 편입                                        |
| 1975년 10월 | 대통령령 제7816호로 구 관할구역 변경 현저제1동 관할구역을 종로구에 편입 (⇒무악동)                              |
| 1970년 5월  | 시조례 제613호로 관할구역 변경 석교동사무소를 천연동사무소로 개칭 현저제 2, 3동 관할구역을 현저제 2동으로 통합 |
| 1955년 4월  | 시조례 제66호로 동(洞)제 실시 냉천동, 석교동(천연동, 옥천동), 영천동, 현저제1~3동                              |
| 1947년      | 천연동회, 냉천동회, 옥천동회, 영천동회, 현저동회                                                               |
| 1946년 10월 | 왜식동명을 우리 동(洞)명으로 개칭                                                                              |
| 1943년 7월  | 서대문구역소 냉천정, 천연정, 옥천정, 관동정, 현저정                                                            |
| 1915년 6월  | 서부출장소 폐지                                                                                                |
| 1914년 9월  | 서부출장소 냉동, 천연동, 옥천동, 관동(영천)                                                                    |

## 교통
- ● 수도권 전철 3호선 독립문역

## 명소
- 서대문형무소
- 서대문독립공원
- 영천시장

## 같이 보기
- 대한민국의 행정 구역